# Новиковас, Арвидас
А́рвидас Но́виковас (лит. Arvydas Novikovas; 18 декабря 1990, Вильнюс) — литовский футболист, полузащитник сборной Литвы. Входит в пятёрку лидеров в истории сборной Литвы по сыгранным матчам и забитым мячам.

## Карьера

### Клубная
Арвидас Новиковас на родине выступал за «Интерас» и «Вильнюс», параллельно играя за различные молодёжные сборные страны.
В 2008 году Новиковас, являясь одним из самых перспективных футболистов Литвы, переходит в «Харт оф Мидлотиан». Дебют в чемпионате Шотландии состоялся в последнем туре сезона 2008/09 в матче против «Селтика».
В 2011 году был отдан в аренду команде «Сент-Джонстон», после чего вернулся обратно в «Харт оф Мидлотиан».
Два сезона (2013/14, 2014/15) провёл в клубе Второй Бундеслиги «Эрцгебирге Ауэ». После понижения клуба в классе, перешёл в «Бохум».
В январе 2017 года совершил переход в «Ягеллония», затем перебрался в «Эрзурумспор».

### В сборной
За первую сборную дебютировал в 2010 году, в товарищеском матче против Украины. Новиковас вышел в стартовом составе и был заменён на 58-й минуте. 29 мая 2014 года в Вентспилсе забил первый мяч за сборную в ворота команды Финляндии. 9 октября 2016 года забил мяч в ворота сборной Словении в Любляне в отборочном матче чемпионата мира 2018 года (1:1).
7 октября 2020 года сделал дубль в ворота сборной Эстонии в товарищеском матче в Таллине (3:1).

## Достижения

### Личные
- Лучший футболист Литвы: 2018, 2020.

### Командные
- Обладатель Кубка Шотландии: 2012
- Чемпион Польши: 2020
- Вице-чемпион Польши: 2017, 2018